# Gnostus formicicola
Gnostus formicicola is een keversoort uit de familie klopkevers (Ptinidae). De wetenschappelijke naam van de soort werd in 1855 gepubliceerd door John Obadiah Westwood.